# Eupriapulida
Ordre
Les Eupriapulida sont le principal ordre de l'embranchement des Priapulida.

## Liste desfamilles
- Chaetostephanidae
- †Selkirkiidae
- Halicryptidae
- Priapulidae